# Atheropla decaspila
Atheropla decaspila är en fjärilsart som beskrevs av Edward Meyrick 1889. Atheropla decaspila ingår i släktet Atheropla och familjen praktmalar, Oecophoridae. Inga underarter finns listade i Catalogue of Life.

## Bildgalleri

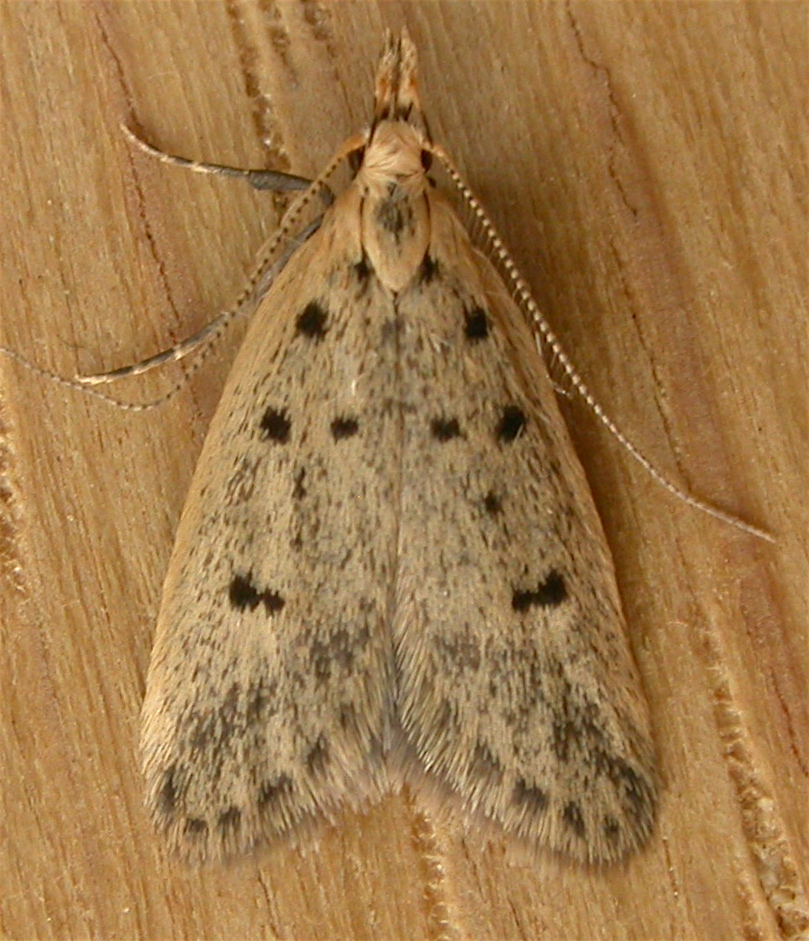
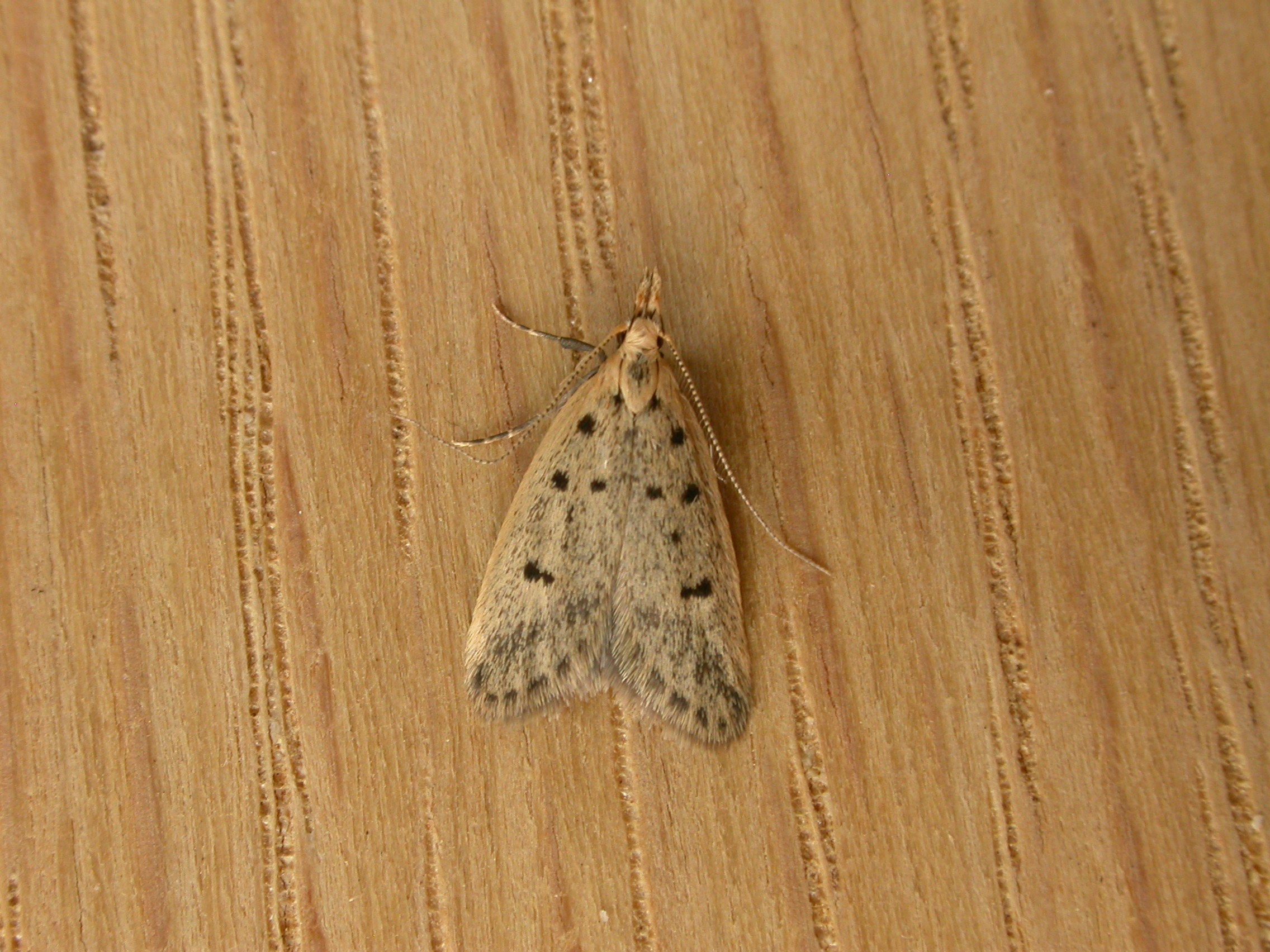